# Rhynchospora praecincta
Rhynchospora praecincta är en halvgräsart som beskrevs av Paul Jean Baptiste Maury och Marc Micheli. Rhynchospora praecincta ingår i släktet småag, och familjen halvgräs. Inga underarter finns listade i Catalogue of Life.